# Westre
Westre (en danois: Vestre) est une commune d'Allemagne, située dans le Land du Schleswig-Holstein et l'arrondissement de Frise-du-Nord.

## Personnalités liées à la ville
- Gisela von der Aue (1949-), sénateur née à Westre.